# Laurie Datchy
Laurie Datchy, née le 2 avril 1990 à Saint-Quentin (Aisne), est une joueuse française de basket-ball. Elle joue principalement au poste d'arrière.

## Biographie
Après quatre saisons dans le nord, elle rejoint Tarbes à l'été 2012. 
Relégué en Ligue 2, Perpignan est de nouveau sacré champion de Ligue 2 en s'imposant face à COB Calais (77-56) en finale. Sans club après la disparition de Perpignan à l'automne 2014, elle rejoint le club Le Soler en nationale 2.
Au terme de la saison 2019-2020 en nationale 1 avec Colomiers, elle annonce mettre un terme à sa carrière.

## Clubs
| Saisons   | Équipe                                | Pays   |
| 2000-2005 | Gauchy                                | France |
| 2005-2008 | Centre fédéral                        | France |
| 2008-2012 | Villeneuve-d'Ascq                     | France |
| 2012-2013 | Tarbes Gespe Bigorre                  | France |
| 2013-2014 | Basket Catalan Perpignan Méditerranée | France |
| 2014- ?   | Le Soler                              | France |

## Palmarès
- Vainqueur du Challenge Round 2013[6].
- Championnat de France de basket-ball de Ligue féminine 2 : 2014